# Lilla Litauszky
Lilla Litauszky (anhörenⓘ; * 20. April 1994 in Budapest) ist eine ungarische Schauspielerin.

## Leben und Karriere
Litauszky wurde am 20. April 1994 in Budapest geboren. Zwischen 2014 und 2019 studierte sie an der Universität für Theater und Filmkunst Budapest. Später arbeitete sie bei Miskolci Nemzeti Színház. Ihr Debüt gab sie 2017 in der Serie Oltári csajok. Anschließend spielte sie 2018 in Tóth János mit. 
2020 bekam Litauszky in Bátrak földje eine Hauptrolle. Im selben Jahr wurde sie für die Serie Mellékhatás gecastet. Seit 2021 ist sie Mitglied in Zenthe Ferenc Színház. Außerdem war sie 2023 in Hazatalálsz zu sehen.

## Theater
- 2018: Julius Brammer
- 2018: Hello, Dollyǃ
- 2019: Bonnie és Clyde
- 2019: A velencei kalmár
- 2020: Úri muri

## Filmografie
Serien
- 2017: Oltári csajok
- 2018: Tóth János
- 2020: Bátrak földje
- 2020: Mellékhatás
- 2020–2021: Barátok közt
- 2023: Hazatalálsz